# Corydoras micracanthus
Corydoras micracanthus är en fiskart som beskrevs av Regan 1912. Corydoras micracanthus ingår i släktet Corydoras och familjen Callichthyidae. Inga underarter finns listade i Catalogue of Life.